# Astacilla paucisetosa
Astacilla paucisetosa är en kräftdjursart som beskrevs av José Castelló och Carballo 2000. Astacilla paucisetosa ingår i släktet Astacilla och familjen Arcturidae. Inga underarter finns listade i Catalogue of Life.